# Азизли, Эльдениз Йемен оглы
Эльдениз Азизли (азерб. Eldəniz Yəmən oğlu Əzizli; род. 20 апреля 1992, Бейлаганский район) — азербайджанский борец греко-римского стиля, четырёхкратный чемпион мира (2018, 2022, 2023 и 2024) и двукратный чемпион Европы (2018 и 2022), чемпион Европы среди кадетов 2007, 2008 и 2009 года, чемпион Европы среди юниоров 2010 и 2011 года, чемпион мира среди юниоров 2010 и 2012 года. Азизли — первый и пока единственный борец в истории азербайджанской борьбы, четыре раза выигравший первенство мира.

## Спортивная карьера
На предолимпийском чемпионате мира 2019 года, который проходил в столице Казахстана, в весовой категории до 55 кг завоевал бронзовую медаль, уступив в полуфинале местному борцу Корлану Жаканша.
В феврале 2020 года на чемпионате континента в Риме, в весовой категории до 55 кг Эльдениз в схватке за бронзовую медаль поборол спортсмена из Италии Джованни Френи и завоевал очередную свою бронзовую медаль европейского первенства.
В апреле 2021 года на чемпионате Европы в Варшаве, в весовой категории до 55 кг Азизли а старте обыграл Недалко Петрова из Болгарии со счётом 14:4, а потом одолел грузина Нугзари Цурцумию (10:1). В полуфинале он уступил Эмину Сефершаеву из России со счётом 4:5. В схватке за бронзовую медаль Азизли досрочно поборол спортсмена из Германии Фабиана Шмитта (8:0) и завоевал очередную свою бронзовую медаль европейского первенства.
На чемпионате мира 2021 года, который проходил в Осло, в весовой категории до 55 кг завоевал бронзовую медаль.
В августе 2022 года стал чемпионом V Игр исламской солидарности. 
В сентябре 2022 года в Белграде стал двукратным чемпионом мира. Свою победу Азизли посвятил подполковнику Сеймуру Зульфугарову.
Занял 2 место на Кубке мира по борьбе 2022 в командном зачёте.
В июне 2024 года выиграл рейтинговый турнир в Будапеште.
В апреле 2025 года на чемпионате Европы в Братиславе в весовой категории до 55 кг завоевал серебряную медаль. В финальной схватке уступил сопернику из России Эмину Сефершаеву.

## Награды
- Персональная пенсия Президента Азербайджанской Республики (19 декабря 2023 года) — за многолетнюю плодотворную деятельность в развитии спорта в Азербайджане[18].